# Objaw Aschaffenburga
Objaw Aschaffenburga – objaw psychiatryczny świadczący o podatności na sugestię. Obserwowany jest w sytuacji, gdy pacjent rozmawia przez podany mu wyłączony telefon. Opisany przez niemieckiego psychiatrę Gustava Aschaffenburga (1866-1944).